# Атеней (Древний Рим и Византия)

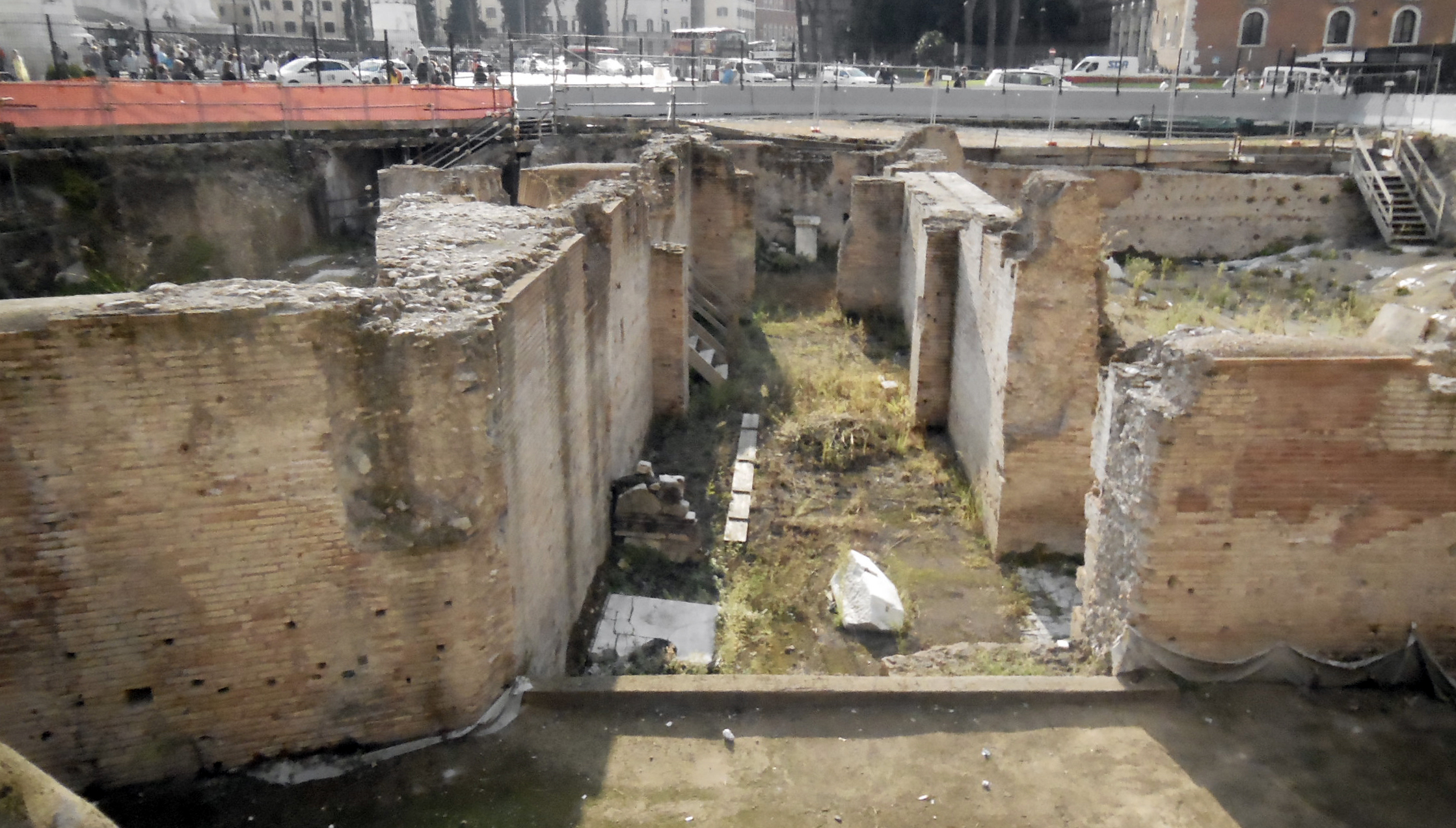
Раскопки Атенея: Вид коридора между центральным и южным залом.

Атене́й (Атене́ум, Афине́й, Афине́ум, др.-греч. Ἀθηναῖον, лат. Athenaeum, менее правильно Atheneum; среднего рода в обоих языках) — тип высших учебных заведений в Древнем Риме и Византии.
По содержанию образования атеней больше всего напоминает риторскую школу.
Термин «атеней» возводится к названию города Афины как интеллектуального и образовательного центра античного мира или к имени богини Афины как покровительнице мудрости. По одной из версий, образцом римских атенеев послужил афинский Афинейон (высшее учебное заведение общего высшего образования), или афинский тип высшей школы — философской и риторской.

## Атеней в Риме
Первый атеней был основан в Риме в 135 году императором Адрианом. Атеней и в дальнейшем пользовался покровительством римских императоров.
Античные источники называют римский атеней «школой изящных искусств» (лат. ludus ingenuarum artium). В их число входили: грамматика, элоквенция (риторика), философия, диалектика (логика) и юриспруденция.
Поскольку школа имела статус официального учреждения, в ней был постоянный состав профессоров (лат. professores) и учителей (doctores), которые получали значительные оклады. Императоры после Адриана повышали юридический статус сословия учителей особыми законами и устанавливали их штат. При императоре Феодосии числилось 3 преподавателя элоквенции, 5 — диалектики, 2 — юриспруденции, 1 — философии и 10 грамматиков.
Помимо учебной деятельности римский атеней время от времени устраивал публичные чтения новых поэтических произведений и научных сочинений, которые нередко посещались императорами.
Как учебное заведение римский атеней пользовался высоким престижем: молодые люди из обеспеченных слоёв населения римских провинций, получив образование у себя дома, зачастую приезжали в Рим для поступления в римский атеней с целью пополнить в нём своё образование.
Убранство здания римского атенея оценивалось высоко. Его точное местоположение неизвестно: оно находилось или поблизости форума, у подошвы Авентина, или на Капитолии.
Впоследствии римский атеней получил название «Римской школы» (Schola romana), сохраняя своё значение до V века.

## Атенеи в Галлии
По образцу римского атенея были созданы атенеи в разных городах Галлии, в частности в Лионе и Ниме.

## Атеней в Константинополе
По образцу римского атенея император Феодосий II в 425 году учредил атеней в Константинополе (Константинопольский атеней, в исторической литературе приняты также осовремененные названия: Константинопольская высшая школа, высшая школа в Константинополе, Константинопольский университет).
В константинопольском атенее изучали медицину, философию, право и ботанику. Он продолжал действовать всё время существования Византийской империи. В 1054 году структура атенея была реформирована. После падения Константинополя в 1453 году высшее учебное заведение после небольшого перерыва продолжило своё существования под другим именем.
Преподавателями и выпускниками константинопольского атенея были многие видные деятели византийской культуры.

## Примечание
1. ↑  РСКД, 1885.
2. ↑  Аврелий Виктор. О цезарях Архивная копия от 24 апреля 2016 на Wayback Machine. 14, 3. Под «изящными искусствами» подразумеваются свободные искусства.
3. ↑  По другим данным — в 424.